# Fahrenheit 451 (pel·lícula)
Fahrenheit 451 és una pel·lícula britànica de ciència-ficció, dirigida per François Truffaut i estrenada el 1966. Inscrita en el moviment Nouvelle vague, és l'adaptació cinematogràfica de la novel·la homònima de Ray Bradbury. També es tracta de l'única pel·lícula de Truffaut rodada en anglès. L'obra es va subtitular en català.

## Argument
En una societat distòpica on el coneixement és considerat com un perill, els llibres són prohibits. L'ofici de Guy Montag consisteix a localitzar-los i cremar-los. Però un dia, la seva trobada amb Clarisse l'empeny a replantejar-se la seva activitat. La seva dona no comparteix els seus neguits, ja que està massa ocupada en un programa de televisió, així que Montag comença a investigar i descobreix un moviment de gent que reivindica la lectura. Després de veure com una dona és cremada viva per negar-se a deixar la seva biblioteca, decideix deixar la seva feina, però no li ho permeten i comença una persecució oficial contra ell. La seva dona l'abandona i finalment decideix fugir de la ciutat i unir-se als rebels.

## Repartiment
- Oskar Werner: Guy Montag
- Julie Christie: Clarisse/Linda Montag
- Cyril Cusack: el capità
- Anton Diffring: Fabian/la superiora
- Jeremy Spenser: l'home amb una poma
- Bee Duffell: una dona-llibre
- Noel Davis: Cusí Midge a la TV
- Gillian Aldam: la judoka (no surt als crèdits)
- Ann Bell: Doris (no surt als crèdits)
- Arthur Cox: infermer (no surt als crèdits)
- Kevin Elder: primer alumne (no surt als crèdits)
- Joan Francis: la telefonista (no surt als crèdits)
- Caroline Hunt: Helen (no surt als crèdits)
- Edward Kaye: el judoka (no surt als crèdits)
- Mark Lester: segon alumne (no surt als crèdits)
- Gillian Lewis: un presentador de TV (no surt als crèdits)
- Eric Mason: infermer (no surt als crèdits)
- Roma Milne: la veïna de Clarisse (no surt als crèdits)
- Michael Mindell: estudiant en pràctiques (no surt als crèdits)
- Anna Palk: Jackie (no surt als crèdits)
- Donald Pickering: un presentador de TV (no surt als crèdits)
- Tom Watson: el sergent instructor (no surt als crèdits)
- Chris William: estudiant en pràctiques negre (no surt als crèdits)

## Els homes-llibre
Només Alex Scott surt als crèdits
- Alex Scott: Vida de Henri Brulard de Stendhal
- Michael Balfour: El príncep de Maquiavel
- Yvonne Blake: Reflexions sobre la qüestió jueva de Jean-Paul Sartre
- Fred Cox: Orgull
- Frank Cox: Prejudicis
- Judith Drinan: La República de Plató
- Denis Gilmore: Cròniques marcianes de Ray Bradbury
- David Glover: Les Aventures de M. Pickwick de Charles Dickens
- John Rae: Weir of Hermiston de Robert Louis Stevenson
- Earl Younger: el nebot de Weir of Hermiston

## Al voltant de la pel·lícula
- Il·lustració d'una societat en la qual tot escrit ha estat desterrat, la pel·lícula no té crèdits escrits: la llista dels que surten és recitada per una veu en off al començament de la pel·lícula, procediment que Truffaut va utilitzar igualment a La nit americana.